# Houba-Brugmann
Houba-Brugmann is een station van de Brusselse metro gelegen in de stad Brussel.

## Geschiedenis
Het ondergrondse metrostation werd geopend op 5 juli 1985 samen met Stuyvenbergh en Heizel ter verlenging van metrolijn 1A vanuit Bockstael naar de Heizel. Sinds de herziening van het metronet in 2009 wordt dit station bediend door metrolijn 6.
De oorspronkelijk geplande naam Brugmann werd nog voor de opening van het station gewijzigd.

## Situering
Houba-Brugmann is gelegen onder de Houba de Strooperlaan in het noordwesten van de stad, nabij het universitaire ziekenhuis UVC Brugmann. Op wandelafstand bevindt zich het eindpunt Stadion van de tramlijnen 51 en 93.

## Kunst
Voor de perronhal ontwierpen Raoul Servais en Pierre Vlerick samen het op de film geïnspireerde kunstwerk Transcendance Platform. Aan een van de wanden tegenover het eilandperron zijn 15 fragmenten opgehangen, die steeds een stapje in de beweging van een huppelende vrouw laten zien. Aan de andere wand vindt men zeven triptieken die groepen mensen uitbeelden. Onder beide reeksen schilderijen is een metalen band aangebracht, die de geluidsband van films symboliseert.